# 絳雪玄霜
《絳雪玄霜》，臥龍生撰寫的武俠小說，作品名稱源自書中兩女主角梅絳雪、陳玄霜。作品初連載於星洲日報，本作雖不如《飛燕驚龍》與《玉釵盟》廣為人知，但臥龍生自己卻是很喜歡的。雲南出版社曾策畫出版一套「港臺新武俠小說精品點評叢書」，請臥龍生自薦一部，臥龍生就挑了《絳雪玄霜》。

## 故事大綱
方兆南大約在冬季時回到恩師周佩家（江南四劍之一），發現恩師已被人殺害，而他的師妹，即周蕙英行蹤不明。接著他由恩師好友手中獲得一枚銅錢並遵照那人的話去找袖手樵隱學藝。他也在袖手樵隱處找到師妹。基於某些原因，袖手樵隱並沒有教他武功。
他與師妹跌進一個應該是地洞之類的地方。並發現下半身已完全腐爛的玉骨妖姬。當她發現方兆南身上有一張血池圖時，就抓著他的師妹，要他在三個月內拿血池圖去跟一位自稱羅玄的傳人換一種藥好醫治她的傷。他在拿藥的路上遇上許多困難，並遇見了一名陳姓老人與他的孫女陳玄霜，此老與一代高人羅玄關係密切，並受了嚴重的內傷。他傳給方兆南一些武功並交代完遺囑後就死了。後來，當方兆南拿著藥與陳玄霜回去給玉骨妖姬時，發現那兒已無人居住，並發現一具血肉模糊的屍體與一具白骨，這使他誤認為師妹已死。
過後，許多武林人士接獲一張死亡帖，並在少林掌門與武當逍遙子的帶領下前往死亡谷向死亡谷主挑戰。但他們最後都失敗了並成為了死亡谷主的奴隸。而方兆南則因為得到梅絳雪先前給他的解藥而平安無事。當他由死亡谷逃出來並向各界武林人士解釋時，卻被懷疑是奸細。過了不久，他被梅絳雪的師姐打下少室山後的懸崖底，並在那兒遇上已受重傷的兩位少林覺字輩長老。其中一位大師傳授他武功，另一位在臨終前把所有功力傳給他。
方兆南重見天日後收服了南北二怪，並聯合少林寺和其他門派及梅絳雪的協助下，擊退了由死亡谷主率領的武林人士。他也再次遇見了他的師妹，但他的師妹卻對他極為冷漠。過了不久，他在血池內重新遇見了已成為羅玄傳人的梅絳雪。
過後，死亡谷主聶小鳳（羅玄之徒）聯合鬼仙萬仙成佈下了鵲橋大陣，想要把武林人士一舉撲殺。幸好在梅絳雪和方兆南的努力下讓群豪逃過一劫。最後，聶小鳳因容貌被毀自殺而死。而方兆南遵照覺夢大師遺命與要羅玄（羅玄沒死，只是重傷）決鬥，由於羅玄已殘廢，遂派梅絳雪與方兆南決鬥。方兆南得勝。此時，少林派覺夢拿著方丈的僧袍希望他遵照遺命，接任方丈一職，而梅絳雪、陳玄霜與周蕙英則希望與他在一起。這使得方兆南陷入兩難，不知該如何是好……

## 人物简介
- 方兆南：剑眉朗目，面如冠玉，英风逼人，至情至性，天资过人，侠肝义胆，武功盖世。却时时得不到世人的认可，甚至遭到怀疑与诽谤。机诈中不失人性本色，毒辣中仍存有仁厚之心。
- 梅绛雪：真挚善良，武艺高超，白衣若雪，出尘超凡，宛若惊鸿仙子。冰雪聪明，外冷内热，绝美动人。虽然冷若冰霜，却也不失小女孩子的好奇、可爱与调皮。虽冥嶽派三弟子，却与冥嶽嶽主有着杀害父母的不共戴天之仇。冥嶽嶽主聂小凤命中注定的克星。
- 陈玄霜：一身黑衣，从小在祖父陳天相身边长大的她，热情如火，敢爱敢恨，對方兆南愛之深恨之切，行事虽有些偏颇，却性格鲜明。
- 周蕙瑛：方兆南的师妹，聪明伶俐，可爱动人。经历人生变故之后，变得沉着冷静，更加睿智。
- 葛炜：一笔翻天葛天鹏之子，英俊非凡，是一个纯纯的懵懂少年，未沾染一丝一毫世俗之气。
- 唐文娟：冥嶽派大弟子，艳丽绝世，却也阴险狡诈，智慧的头脑，让她在江湖中立于不败之地，也是冥嶽嶽主聂小凤最得力的弟子，冥嶽派的继承人。
- 蒲红萼：冥嶽派二弟子，本名云梦莲，进入冥嶽后改名为蒲红萼，娇若春花，却也心似蛇蝎。
- 聂小凤：天生的尤物，一个美到让天下男人为之发狂的女人。武功盖世、心如蛇蝎，心计手段世上几乎无人可比，在江湖中叱咤风云，翻手为云、覆手为雨。童年却也有着一段不幸的遭遇。
- 罗玄：江湖上流传的一位奇人，近乎神人，奇奥的武功，医卜星象，世间无人可比，却也做过生平一件大错事。

## 故事特色
書中以衣著代稱人物，能根據衣著的色彩，具象化的表現個人的特質，方兆南的藍衫表現他的沉穩以及內在的憂鬱，梅絳雪的白衣表現她的冷漠與純潔，陳玄霜的黑衣表現其神秘與弔詭，聶小鳳的黃衫有著尊貴的象徵......

## 影視作品

### 電影
- 《斷魂劍》（兩集），1964年，香港人改編拍成粵語電影，主要角色鄺雪(梅絳雪)、袁霜(陳玄霜)、邵南(方兆南)分別由于素秋、粵劇艷旦鄭碧影、曹達華主演
- 《雪花神劍》（四集），1964年尾，主要角色梅絳雪、陳玄霜、方兆南分別由雪妮、陳寶珠、張英才主演。

### 電視劇
- 《絳雪玄霜》，1986年台灣中視電視劇，永真電視電影製作，製作人：周遊、李朝永，由邱淑宜、陳玉玫、樊日行、貝心瑜主演。
- 《雪花神劍》，1997年由亞洲電視拍成電視劇，導演：蕭笙，三名主角由楊恭如、陳煒、袁文杰飾演，並由龔慈恩、姜大衛、徐少強、甄志強、米雪等聯袂主演。